# Ponte Mammolo (Brücke)
Ponte Mammolo ist die Bezeichnung einer Steinbogenbrücke über den Aniene im Verlauf der ehemaligen Via Tiburtina ungefähr acht Kilometer nordöstlich des Stadtzentrums von Rom. Aus dem Namen der Brücke leiten sich die Bezeichnung des römischen Quartiers Ponte Mammolo und der Name einer Station der Metropolitana di Roma ab. Die aus der Römerzeit stammende Brücke ist als Ruine erhalten. Sie wurde 1849 durch die heutige Straßenbrücke ersetzt, welche im 20. Jahrhundert durch eine zweite Brücke ergänzt wurde.

## Namen des Bauwerks
Es gibt mehrere Deutungen der Herkunft der Bezeichnung Ponte Mammolo, welche erstmals 1388 nachgewiesen ist. Eine Vermutung ist, dass sie auf die frühere Bezeichnung Pons Mammeus zu Ehren von Julia Mamaea zurückzuführen ist, welche die Brücke im dritten Jahrhundert renovieren ließ.
Ältere Bezeichnungen der Brücke sind die bereits 1030 aufgetauchten Namen Pons Mammi und Ponte Mammeo. Sie könnten sich auf den Familiennamen Mammeo oder Mammolo bzw. auf das römische Cognomen Mammula beziehen, was daraufhin deuten würde, dass ein Baumeister mit diesem Namen die Brücke errichtete. Vor der Römischen Kaiserzeit wurden die Namen der Brücken oft nach dem Namen des Baumeisters gewählt, während der Kaiserzeit bekamen sie meist die Bezeichnung des Pontifex maximus, des regierenden römischen Kaisers. Es gab zwar einen Statthalter der römischen Provinz Sardinia et Corsica mit dem Namen Aulus Cornelius Mammula, aber von ihm ist kein Bezug zum Brückenbau bekannt.
Eine andere Deutung ist, dass der Name auf das verwendete Baumaterial, den Marmor, zurückgeht. Aus der Bezeichnung marmoreus wäre dann mammeus entstanden und danach zu mammolo gewandelt worden.
Die Bezeichnung der Brücke hat nichts zu tun mit mammolette, der italienischen Bezeichnung für Veilchen.

## Geschichte
Die genaue Geschichte des Ponte Mammolo ist unbekannt. Angeblich soll bereits Hannibal auf seinem Feldzug gegen Rom in der Nähe der Brücke gelagert haben.
Wahrscheinlich wurde der heute noch erhaltene alte Ponte Mammolo im dritten Jahrhundert gegen Ende der Römischen Republik errichtet, als die Via Tiburtina gebaut wurde. 552 wurde die Brücke von Narses wieder aufgebaut, nachdem sie vom Ostgotenkönig Totila bei der Einnahme von Rom zerstört worden war.
Während des Investiturstreits begegneten sich im Jahre 1111 der römisch-deutsche König Heinrich V. und der Papst Paschalis II. auf der Brücke, wo der Vertrag von Ponte Mammolo abgeschlossen wurde, der dem König das Recht zur Investitur zusprach. Im Jahre 1133 soll Innozenz II. in Begleitung von König Lothar III. und seiner Gemahlin Richenza aus dem Exil in Frankreich über diese Brücke nach Rom zurückgekehrt sein.

## Bauwerke

### Ponte Mammolo Antico
Die im zweiten oder dritten Jahrhundert erbaute Brücke bestand aus Tuffstein und Travertin-Blöcken. Die Brücke hatte einen großen Bogen, an den sich einseitig ein kleinerer Bogen anschloss. Im Mittelalter wurde die Brücke an beiden Enden mit Türmen versehen, die wahrscheinlich Verteidigungszwecken dienten.
Die Überreste des alten Ponte Mammolo sind heute noch zu sehen. Die Brücke ist abgesperrt und wird noch von der Aqua Marcia benutzt.

### Ponte Mammolo Nuovo
Die heutige Brücke, die den ostwärts fließenden Verkehr der Via Tiburtina über den Aniene führt, ließ Papst Pius IX. erbauen. Sie liegt ungefähr 400 Meter unterhalb der alten Brücke und wurde nach einer Bauzeit von drei Jahren 1857 fertiggestellt. Die Brücke wurde aber bereits 1867 von den eigenen Truppen auf dem Rückzug von der Schlacht bei Mentana zerstört, wo die Truppen mit den Freischaren von Garibaldi eine Auseinandersetzung hatten.
Die vollständig wieder aufgebaute Segmentbogenbrücke ist 63 m lang und weist eine Spannweite von 25 m auf. Neben dem Hauptbogen befinden sich zwei je 8 m weite elliptische Öffnungen, die bei Hochwasser den Durchflussquerschnitt vergrößern.
In den 1990er Jahren wurde ungefähr 100 m westlich des Ponte Mammolo Nuovo eine weitere Straßenbrücke für den stadteinwärts führenden Verkehr gebaut, so dass der Ponte Mammolo Nuovo nur noch von dem Verkehr stadtauswärts benutzt wird.